# Hydrotaea ringdahli
Hydrotaea ringdahli este o specie de muște din genul Hydrotaea, familia Muscidae, descrisă de Stein în anul 1916. Conform Catalogue of Life specia Hydrotaea ringdahli nu are subspecii cunoscute.